# 진천 태화4년명 마애여래입상
진천 태화4년명 마애여래입상(鎭川 太和四年銘 磨崖如來立像)은 충청북도 진천군 초평면 용정리에 있는 마애불이다. 1981년 5월 1일 충청북도의 유형문화재 제91호로 지정되었다.

## 개요
충청북도 진천군 초평면 용전리에 있는 마애불이다. 마애불이란 절벽의 거대한 바위면이나 돌에 선각이나 돋을새김으로 새긴 불상을 말한다.
이 불상은 바위면에 가는 선으로 새긴 배(舟)모양의 타원형 광배(光背)를 갖추고 연꽃잎이 새겨진 사각형의 대좌(臺座) 위에 서 있다. 불상의 각 신체부분은 파손이 심하여 잘 알아볼 수가 없다.
불상 옆에 새겨진 글을 통해 신라 흥덕왕 5년(830)에 조각된 것임을 알 수 있다. 전체적으로 선의 새김이 아름답고 절대 연대를 가지고 있는 불상으로 진천지역 불상 연구에 귀중한 자료가 된다.

## 참고 자료
- 진천 태화4년명 마애여래입상 - 국가유산청 국가유산포털